# My Little Pony: Equestria Girls – Spring Breakdown
My Little Pony: Equestria Girls - Spring Breakdown es un especial de televisión de una hora de animación Flash canadiense-estadounidense de 2019 basado en la franquicia de medios y juguetes My Little Pony: Equestria Girls de Hasbro, que es un derivado del relanzamiento de 2010 de la línea de juguetes My Little Pony de Hasbro. Escrito por Nick Confalone y dirigido por Ishi Rudell y Katrina Hadley, es el tercer especial de Equestria Girls de una hora, después de Forgotten Friendship (2018) y Rollercoaster of Friendship (2018), y antes de Sunset's Backstage Pass (2019) y Holidays Unwrapped. (2019).
El especial se transmitió por Discovery Family el 30 de marzo de 2019.

## Argumento
Los estudiantes de Canterlot High están en un crucero, emocionados por las vacaciones de primavera. Todos quieren relajarse, excepto Rainbow Dash, que fantasea con luchar contra la malvada magia Equestria. Los demás no están tan interesados y se separan para perseguir sus propios intereses. Rainbow Dash, en su entusiasmo por convencer a los demás de que busquen peligro con ella, arruina sin darse cuenta su diversión. Después de una conversación con Trixie, Rainbow Dash tiene la idea de intentar atraer el peligro usando la magia ecuestre de las chicas. Ella sugiere que durante el espectáculo que tenían programado realizar, se "pony". A pesar de esto, los demás todavía no están tan entusiasmados, molestos con ella por arruinar su diversión. Sin embargo, durante el espectáculo, las chicas se "levantan" de todos modos. De repente, llega una tormenta y se produce un corte de energía en todo el barco. Rainbow Dash está dispuesta a culpar de esto a la magia maligna y trata de convencer a los demás de que apoyen su búsqueda, sin embargo, deciden separarse y trabajar racionalmente.
Rainbow Dash se queda sola en la cubierta y ve una luz extraña en el océano. Rápidamente obliga a las chicas a unirse a ella y les transmite la información. Sin embargo, como ahora ha arruinado su diversión por segunda vez y ha estado buscando el mal todo el tiempo, las chicas no le creen.
Al día siguiente, Twilight Sparkle y Sunset Shimmer van a buscar a Rainbow Dash, solo para descubrir que ha abandonado el crucero en un bote salvavidas para tratar de encontrar el mal por su cuenta. Después de contarles a los demás sobre la situación, Twilight y Sunset deciden seguir a Rainbow Dash a una isla remota, donde la encuentran atrapada en arenas movedizas. Mientras intentan salvarla, son atacados por un monstruo vegetal. Sunset siente la magia ecuestre en la piscina de arena y empuja a Rainbow Dash bajo la arena, antes de saltar con Twilight. La arena resulta haber estado cubriendo un portal a Equestria. Convertidas en ponis, Sunset y las demás se escabullen en Ponyville para encontrar a Twilight Sparkle.
Al mismo tiempo, Applejack, Fluttershy, Pinkie Pie y Rarity todavía están en el crucero, tratando de sobrevivir a la tormenta, hasta que el barco encalló en un arrecife cerca de la isla. Sin darse cuenta del peligro que corren sus amigos, Sunset, Twilight y Rainbow Dash se están poniendo al día con la Princesa Twilight, quien les muestra un artefacto de su batalla con el Rey Tormenta. Rainbow Dash reconoce su símbolo como el que vio en el mar antes. Al darse cuenta del peligro que corren sus amigos, la Princesa Twilight los envía de regreso al mundo humano con el bastón del Rey Tormenta, que Twilight, Sunset y Rainbow Dash usan para deshacerse de la tormenta. Sin embargo, el barco se está hundiendo y las personas a bordo todavía están en peligro.
Las chicas se reúnen y rescatan a las personas del crucero y las llevan a la isla. Ahora varado, Sunset tiene la idea de llevarlos a todos a casa a través del portal a Equestria. El especial termina cuando todos los del crucero, ahora ponis, ingresan al castillo de Twilight y piden su ayuda.

## Reparto
- Tara Strong como Twilight Sparkle
  - Rebecca Shoichet como Twilight Sparkle (voz cantante)
- Rebecca Shoichet como Sunset Shimmer
- Ashleigh Ball como Rainbow Dash y Applejack
- Andrea Libman como Pinkie Pie y Fluttershy
- Tabitha St. Germain como Rarity
  - Kazumi Evans como Rarity (voz cantante)
- Cathy Weseluck como Spike
- Kathleen Barr como Trixie Lulamoon y Puffed Pastry
- Jason Michas como Ragamuffin

## Doblaje
| Personaje        | Actor original      | Actor de doblaje · México |
| ---------------- | ------------------- | ------------------------- |
| Twilight Sparkle | Tara Strong         | Carla Castañeda           |
| Sunset Shimmer   | Rebecca Shoichet    | Circe Luna                |
| Rainbow Dash     | Ashleigh Ball       | Analiz Sánchez            |
| Applejack        | Ashleigh Ball       | Claudia Motta             |
| Pinkie Pie       | Andrea Libman       | Melissa Gedeón            |
| Fluttershy       | Andrea Libman       | Maggie Vera               |
| Rarity           | Tabitha St. Germain | Elsa Covián               |
| Spike            | Cathy Weseluck      | Cecilia Gómez             |
| Trixie Lulamoon  | Kathleen Barr       | Leyla Rangel              |
| Puffed Pastry    | Kathleen Barr       | Angélica Villa            |
| Ragamuffin       | Jason Michas        | Eduardo Garza             |
| Derpy            | Tabitha St. Germain | Angélica Villa            |

## Producción
Según la codirectora Katrina Hadley, Spring Breakdown se dividió en seis partes en lugar de las cinco habituales de los últimos dos especiales, y cada parte tiene un tiempo de ejecución aproximado de siete minutos y treinta segundos y que "no habrá escenas de corte como cada parte fue cronometrada y cortada para ser reensamblada y transmitida por televisión sin perder ningún contenido".

## Estreno
Spring Breakdown se estrenó en Discovery Family el 30 de marzo de 2019. El especial fue editado en un corte de seis episodios en el canal oficial de YouTube My Little Pony. Su primer episodio fue subido el 12 de abril de 2019 y su último episodio el 17 de mayo.

### Episodios
| En general | Título del episodio  | Fecha de emisión original | Duración | Duración total |
| ---------- | -------------------- | ------------------------- | -------- | -------------- |
| 1          | Bon Voyage           | 12 de abril de 2019       | 7:43     | 7:43           |
| 2          | Sea Legs             | 19 de abril de 2019       | 7:44     | 15:27          |
| 3          | Tropical Depression  | 26 de abril de 2019       | 7:43     | 23:10          |
| 4          | Friend Overboard     | 3 de mayo de 2019         | 7:43     | 30:53          |
| 5          | Hoofin' It           | 10 de mayo de 2019        | 7:44     | 39:37          |
| 6          | That Sinking Feeling | 17 de mayo de 2019        | 7:41     | 47:18          |

### Marketing
Se mostró un avance del especial en el panel de la Convención Internacional de Cómics de San Diego 2018 de '/My Little Pony.